# Мърфи Браун
„Мърфи Браун“ (на английски: Murphy Brown) е американски ситуационен комедиен сериал, създаден от Даян Инглиш, дебютира на 14 ноември 1988 г. по Си Би Ес. Във сериала участва Кандис Бъргън в ролята на едноименната героиня, която е известна разследваща журналистка и водеща в FYI, телевизионно новинарско списание в Си Би Ес, и по-късно в Murphy in the Morning, кабелно-телевизионно новинарско шоу.
Сериалът се излъчва оригинално до 18 май 1998 г., след излъчването на общо 247 епизода от десет сезона. През януари 2018 г., е обявено, че Си Би Ес поръчва рийбут на сериала от 13 епизода, който е излъчен на 27 септември 2018 г. Си Би Ес спира рийбута след един сезон на 10 май 2019 г.

## „Мърфи Браун“ в България
В България сериалът е започва излъчване по bTV от около 2000 г. В дублажа участват Таня Димитрова, Гергана Стоянова, Илиян Пенев и Даниел Цочев.
На 26 май 2021 г. започва излъчване на единадесети сезон по bTV Comedy, всяка събота и неделя от 22:30 ч. Дублажът е на Саунд Сити Студио. Екипът се състои от:
| Озвучаващи артисти  | Таня Димитрова Гергана Стоянова Илиян Пенев Сотир Мелев Даниел Цочев |
| Преводачи           | Весела Петрова Никола Тимофеев                                       |
| Тонрежисьор         | Светослав Димитров                                                   |
| Режисьор на дублажа | Тодор Георгиев                                                       |